# ホーム・ネイションズ

イギリスのホーム・ネイションズの地図。白: イングランド、黄: 北アイルランド、青: スコットランド、赤: ウェールズ。

ホーム・ネイションズ（英: Home Nations）は、ブリテン諸島を構成するネイション（国家、或いは組織）の総称であるが、具体的には文脈に依存して2つの意味を持つ。

## 概要
政治的な文脈においては、連合王国としてのイギリス、すなわちグレートブリテン及び北アイルランド連合王国の構成国（イングランド、北アイルランド、スコットランド、ウェールズ）のネイション（nation）を意味する。
スポーツにおける文脈においては、もしそのスポーツがアイルランドラグビー協会のようにアイルランド島全体を代表する組織によって統括されていれば、「ホーム・ネイションズ」はグレートブリテン島を構成するネイション（イングランド、スコットランド、ウェールズ）と総体としてのアイルランドネイションを指す。
この二重の意味は1800年から1922年までの間全域が連合王国に含まれていたアイルランドの分割から現在まで続いている。ホーム・カントリーズ (home countries) という用語も同義語として使用されることがある。
この用語は英国自転車連盟によって、コモンウェルスゲームズに参加する連合王国および王室属領（マン島、ジャージー、ガーンジー）の7チームを示すことにも使用される。王室属領は連合王国の一部ではない。

## サッカー
アソシエーションフットボール（サッカー）では、ホーム・ネイションズは元々連合王国の4代表チームを示していた。これらのチーム（イングランド、アイルランド、スコットランド、ウェールズ）はホーム・ネイションズと呼ばれていた。今日では、フットボール・アソシエーション・オブ・アイルランドがサッカーアイルランド共和国代表を組織し、アイリッシュ・フットボール・アソシエーションがサッカー北アイルランド代表を組織する。
2005年から、イングランド、スコットランド、ウェールズ、北アイルランドの4サッカー協会間で2012年ロンドンオリンピックで組織されるイギリス代表にそれぞれの協会に所属する選手の参加を認めるかについて議論が続いている。イングランドサッカー協会 (The FA) およびニュースメディアは議論に参加するメンバーを単純に説明するのに「ホーム・ネイションズ」という用語を使用している。

## ラグビーユニオン
1883年、初のホーム・ネイションズ・チャンピオンシップがイングランド、アイルランド、スコットランド、ウェールズの間で開催された。アイルランドの歴史のこの時点で、アイルランドはまだイギリスの統治の下にあり、ゆえにアイルランド代表はホーム・ネイションズと呼ばれた。1910年、フランスは公式にこの大会に参加し、ファイブ・ネイションズ・チャンピオンシップと改称された。北アイルランドおよびアイルランド自由国（後のアイルランド共和国）への分割にもかかわらず、アイルランドは全アイルランドを代表する単一のナショナルチームを持ち続けており、ゆえにもはや連合王国のホーム・ネイションではないにもかかわらず、今でもホーム・ネイションと呼ばれることがある。フランスが1932年の大会から追い出されると、大会名は1939年のフランスの復帰までホーム・ネイションズ・トーナメントに戻った。その後、第二次世界大戦によって大会は1947年まで中断された。2000年にイタリアが参加してからは、大会名は現在のシックス・ネイションズ・チャンピオンシップとなっている。
ホーム・ネイションズのチームが他のホーム・ネイションズ3チームに勝利を収めることを三冠（トリプルクラウン）と呼ぶ。ホーム・ネイションズはまたブリティッシュ・アンド・アイリッシュ・ライオンズとして知られる合同チームを結成する。ホーム・ネイションズ全4チームに一度の遠征中に勝利した南半球のチームはグランドスラムを達成したと言われる。